# Juan Antonio Guergué
Juan Antonio Guergué y Yániz (Aguilar de Codés, 26 de junio de 1789 - Estella, 18 de febrero de 1839) fue un militar navarro, general y jefe del Estado Mayor del ejército Carlista durante la Primera Guerra Carlista.

## Biografía

### Guerra de la Independencia
Ingresó en el ejército como cadete de infantería el 18 de febrero de 1809, durante la Guerra de la Independencia Española en el transcurso de la cual llegó al grado de teniente. Interviene en 1810 con gran arrojo en las acciones de Sansol, Tarazona, Arnedillo; en 1811 en Cornago, Yerga, Orduña, Bilbao. Más adelante, Salinas de Añana, Nanclares y otras más, hasta concluir la guerra contra Napoleón. Su tío, Juan Bautista Guergué, general de brigada del ejército español, también destacó en Navarra con una partida de guerrilleros titulada "Guergué", convirtiéndose en una pesadilla para el ejército napoleónico. Siendo teniente coronel del Regimiento Milicias de Logroño, se casa con Paula Hita, de Briones (La Rioja), hija del "palaciano de Legaria".

### Militar carlista
En 1822 se enfrentó al partido liberal. A la muerte de Fernando VII y con la Ley Sálica derogada, el mariscal de campo Santos Ladrón de Cegama lanza una proclama a favor de Carlos V en Tricio (La Rioja). Pasando a Navarra, se le une Guergué junto con otros jefes carlistas navarros y se enfrentan en Los Arcos al brigadier Manuel Lorenzo enviado contra ellos desde Pamplona por el virrey Antonio Solá. Ladrón de Cegama es hecho prisionero y fusilado en Pamplona. Los jefes carlistas navarros se reúnen el 5 de noviembre de 1833 en Aguilar de Codés como asamblea castrense presidida por el coronel Francisco Iturralde, comandante de las tropas de Navarra. A ella asistieron hasta 33 jefes y oficiales que en sesión solemne eligieron la Real Junta Gubernativa del Reino de Navarra que fue constituida diez días más tarde en Estella el 15 de noviembre de 1833, cuando fue nombrado Tomás de Zumalacárregui como comandante general del Ejército Carlista.  

### Expedición a Cataluña
Ya General de brigada, y después de la muerte de Zumalacárregui acaecida el 24 de junio de 1835, es designado Guergué para dirigir la "Expedición a Cataluña" desde Navarra. El día 8 de agosto de 1835 sale desde Estella al frente de 2.700 hombres. Atraviesa Navarra, Huesca, Lérida y llega triunfante a Gerona. En toda la marcha se le han ido incorporando voluntarios carlistas. El general Guergué, comandante general de Aragón y Cataluña, deja organizadas las fuerzas de Cataluña en cuatro zonas: división de Gerona con Mataró y Vich; división de Manresa; división de Lérida y división de Tarragona, con un total de más de 24 000 hombres. Finalizada la expedición, que había sido un paseo triunfal, inicia el regreso a Navarra el 22 de noviembre de 1835.

### Conspiración contra Maroto y muerte
En 1837 obtuvo el cargo de mariscal de campo y comandante general de Vizcaya. En 1838 fue nombrado general en jefe del ejército del Norte pero descubierta su implicación en la conjura contra el general Rafael Maroto, fue mandado apresar junto con los otros conjurados y fusilado en Estella el 18 de febrero de 1839.

### El "Abrazo de Vergara"
En 1837, tras el fracaso de la Expedición Real, el general Guergué es nombrado jefe del Estado Mayor del Ejército Carlista del Norte. Tras varias victorias, sufre la derrota de Peñacerrada por el general Espartero el 22 de junio de 1838, perdiendo el mando, siendo nombrado en su lugar el teniente general Rafael Maroto. Maroto y Espartero, que mantenían buena relación al haber coincidido en la campaña americana, a través de Juan Martín Echaide, "el arriero de Bargota", que comerciaba con ambos bandos por un lado, y la intervención de los militares Hay y Wilson de la armada británica con base en Bilbao por otro, iniciaron conversaciones para llegar al Abrazo de Vergara que puso fin a la primera guerra carlista en el territorio vasco navarro. Pero meses antes, ante la desobediencia que le hacían unos generales navarros, entre ellos Guergué, los apresó en Estella, siendo fusilados en dicha ciudad. Sus restos descansan en el Panteón de los Generales del Cementerio de Estella.
En este lugar hay una placa bajo una cruz laureada y entre flores de lis que reza: 

"Dios, Patria, Rey. A los Generales  Carlistas García, Sanz, Guergué, Carmona, Úriz, fusilados por el nefasto Maroto en este sitio, el 18 de febrero de  1839, dedican este piadoso recuerdo los tradicionalistas de Navarra. R.I.P."